# 保科正光
保科正光（日语：／ Hoshina Masamitsu，1561年—1631年10月31日）是日本戰國時代至江戶時代前期的武將、大名。下總多胡藩藩主，後來成為信濃高遠藩初代藩主。

## 生平
在永祿4年（1561年）出生，家中長男。父親是甲斐武田氏家臣保科正直。幼年時是武田勝賴的人質。在天正10年（1582年）武田氏滅亡後被救出後跟隨德川家康並前往高遠城。在天正12年（1584年）的小牧長久手之戰和天正18年（1590年）的小田原征伐亦有參加，在家康移封關東後被賜予下總國多胡1萬石領地。在天正19年（1591年）參加鎮壓九戶政實的反亂，在由天正20年（1592年）開始的文祿慶長之役中亦跟隨家康留守在肥前名護屋城。
在慶長5年（1600年）的關原之戰中屬於東軍並守備遠江濱松城。在戰後2個月間以越前北之庄城城番身份定立法興寺的寺規，規定了貢租的收納方法等，為內政盡力。因為這個功績，在戰後的11月返回舊領並被賜予高遠藩2萬5千石。在慶長8年（1603年）2月負責暫時接收森忠政的川中島領而擔當松代城和飯山城的城番。在慶長10年（1605年）供奉秀忠上洛、在慶長11年（1606年）的江戶城石垣普請、慶長16年（1611年）的江戶城堀普請等事情中立下功績。
在慶長19年（1614年）的大坂冬之陣中以德川方的身份守備淀城，在慶長20年（1615年）的大坂夏之陣中於天王寺岡山之戰中立下武功並取得14個首級，但是自身亦有3處槍傷、1處鐵砲傷。因此被秀忠讚賞為武功不比祖父正俊和父親正直差的人物。
在元和2年（1616年）擔任越後三條城城番。此後亦在元和3年（1617年）秀忠上洛、元和9年（1623年）和寬永3年（1626年）秀忠、家光上洛時進行供奉，在秀忠進行日光社參時亦有供奉。還有在秀忠上洛之際負責天皇和中宮前往二條城行幸、行啓等事。
在元和3年（1617年）收江戶幕府第2代將軍德川秀忠的庶子幸松丸（後來的保科正之）為養子（其生母是被秘密匿藏的淨光院，被藏在武田信玄的女兒見性院住所）並負責養育。在元和4年（1618年）因為跟隨秀忠上洛功績而加增5千石並成為3萬石的大名。在元和6年（1620年）擔任大坂城番、元和9年（1623年）擔任伏見城番。
在寬永8年（1631年）10月7日死去。享年71歲。
正光把弟弟正貞收為養子，但是因為與正貞不和而將其廢嫡（一説是考慮到正之的身份），同樣是弟弟兼養子的正重早死，遺言讓正之繼承家督（遺言是把養子左源太廢嫡，但是亦預備了足夠的補償給左源太）。

## 人物
- 信仰深厚的人物。因為諏訪神社在城內而令到庶民無法參拜，於是將其移到城外，在多古的樹林寺中仿造觀音，在建築同名的寺時在這處供奉。
- 特別得到秀忠深厚信任，因此讓正光負責養育自己的兒子。養子正之亦沒有忘記正光的恩情，即使被允許以松平氏為姓，亦終生使用了保科氏為姓。